# Horoatu Crasnei (gmina)
Horoatu Crasnei – gmina w Rumunii, w okręgu Sălaj. Obejmuje miejscowości Horoatu Crasnei, Hurez, Stârciu i Șeredeiu. W 2011 roku liczyła 2485 mieszkańców.